# The Rediscovery of the Unique
The Rediscovery of the Unique (lett. "La riscoperta dell'unico") è un breve saggio a carattere scientifico didattico di H. G. Wells, la sua prima pubblicazione avviene nel luglio del 1891 sulla rivista Fortnightly Review.
L'opera sarà riproposta nel 1975 su Early Writings in Science and Science Fiction dalla casa editrice University of California Press, l'opera è una critica generale alle prime opere di Wells a cura di Robert M. Philmus e David Y. Hughes.

## Origine del pensiero scientifico
Nella metà del XIX secolo il termine evoluzione indicava le fasi dello sviluppo embrionale ed era carico di connotazioni finalistiche, la comprensione dell'idea di evoluzione attraverso una selezione in azione nel presente e senza riguardi per il futuro entrò inevitabilmente in rotta di collisione con il tradizionalismo ancora vivo al tempo di Darwin, secondo cui l'evoluzione implicava invece un progetto superiore dovuto a una causa interna o trascendente, riconducibile a un creatore.
Per Wells, come per i suoi contemporanei, il centro del pensiero biologico era diventato la teoria dell'evoluzione, l'abbraccio da parte dei biologi della teoria ha comportato, tra le altre conseguenze, un radicale riorientamento delle concezioni dello spazio e del tempo riaprendo la questione della relazione dell'uomo con il resto della natura e dell'universo in generale, in parte perché ha reso l'idea di isolamento, considerato a sua volta un concetto spaziale, anacronistico e obsoleto, considerando la Terra molto più antica rispetto alle credenze creazionistiche del tempo.
L'evoluzionismo darwiniano portò naturalmente a interrogarsi sul collegamento concettuale delle distanze nello spazio portando a porsi in concomitanza riflessioni sul tempo, tema approfondito dalla geologia che in questo periodo si dedicherà seriamente alla spinosa questione dell'età della Terra. Le stime oscilleranno tra appena centomila fino a diversi miliardi di anni. La teoria di Darwin quindi cercava riscontro nei fattori geologici in correlazione con i fattori biologici, incoraggiando una panoramica visiva della storia naturale della terra e in scala ridotta all'analoga della storia evolutiva di una specie. L'apertura mentale che richiedeva la nuova teoria, spingeva la coscienza umana alla possibilità di concepire l'intero passato del processo evolutivo, e se utilizzando il processo mentale inverso, si poteva proiettare il corso di quel processo una "distanza" simile o maggiore nel futuro. Per il giovane Wells, l'estensione delle prospettive temporali della teoria evolutiva non sembravano semplicemente possibile, appariva addirittura logica.

## Riflessioni scientifiche sulla visione cosmica e quella umana
L'opera rappresenta l'intuizione di Wells di qualcosa che ricorda un incipit sul principio di complementarità, la distinzione tra due punti di vista fondamentali, rivolti ai fenomeni, e in particolare verso la naturale percezione umana.
Il primo punto di vista a cui fa riferimento Wells è la prospettiva della visione umana rispetto alle grandezze astronomiche, quello che in seguito definisce l'assoluto punto di vista di percepire le cose a distanza, da questa prospettiva di spazio infinito l'uomo risulta essere infinitesimale. Tutto sommato c'è anche un punto di vista da parte dell'uomo, questa prospettiva riguarda tutto ciò che è presente nell'universo appare in lontananza, poiché visto in relazione all'occhio umano. In entrambi i casi, cosmico o umano, ha le sue insidie. Il pericolo della visione cosmica è un disprezzo per quello che Wells definisce l'unico, l'individualità di tutti i fenomeni, mentre il pericolo della visione umana è il prestarsi troppo facilmente l'errore di concezione secondo cui tutto ciò che è nell'universo è stato creato per l'uomo e per i suoi bisogni, per cui l'uomo si viene a trovare al centro dell'universo e può considerarsi misura di tutte le cose (antropocentrismo).
Riconoscendo che ogni prospettiva può di per sé portare a distorsioni, Wells fa affidamento su entrambi, anche se il principale punto focale dei suoi scritti si sposta gradualmente dalla visione cosmica a quella umana. Nei suoi saggi e racconti prima di La macchina del tempo, e in larga misura nella stessa, il cosmico e il processo evolutivo dominano il suo campo visivo, anche se in seguito all'accrescimento letterario di Wells, riparte senza la visione umana, perdendo di vista tuttavia il grande universo in cui l'uomo si trova situato. Il corrispondente a questo cambiamento di messa a fuoco è una visione alterata delle prospettive per la specie umana, con la visione delle leggi della natura che eliminano ciò che l'uomo propone, lasciano spazio a un'idea di evoluzione "artificiale", l'uomo prende coscientemente in carico del suo futuro plasmando il suo ambiente socio culturale, oltre il quale può esercitarne il controllo.
Il concetto prende forma dalla teoria di August Weismann, uno dei più acuti teorici dell'evoluzionismo e dell'ereditarietà. Accolse con entusiasmo le teorie di Charles Darwin, contribuendo alla loro diffusione e alla loro accettazione in Germania, contribuendo in maniera sostanziale con deduzioni personali, avvicinandosi e successivamente diventando la "guida" del movimento "neodarwinista" che negava in maniera categorica la trasmissibilità dei caratteri acquisiti. Un'evoluzione dettata della selezione, la cui azione avviene sulle variazioni individuali ereditarie, tutte esclusivamente di origine interna. L'azione che l'ambiente esercita sul corpo degli organismi, non si ripercuote sulle cellule riproduttive, annullando gli effetti dell'eredità e di conseguenza dell'evoluzione.

## Analisi deLa riscoperta dell'unico
Il concetto espresso da Wells ruota non solo sull'aspetto di individualità, intesa come il complesso degli elementi di caratteristiche ed esclusiva pertinenza del singolo, in ogni cosa, ma anche l'inafferrabilità delle possibilità in cui l'uomo si determina secondo la propria legge, e quindi della responsabilità e imputabilità di ogni suo volere e azione. Questo concetto di unicità non contrasta con quello di un universo rigido, per Wells queste due idee non si escludono l'una con l'altra perché ognuno vede l'universo da un diverso punto di vista, ognuno rappresenta un diverso centro di percezione.
Dal punto di vista assoluto, ovvero quello cosmico, al di fuori dello spazio e del tempo, sembra come se le leggi naturali fossero interamente e inesorabilmente governate e determinate dal corso del cosmo, ma dal punto di vista umano, il futuro, qualunque esso sia, può essere modellato almeno in parte attraverso l'iniziativa e lo sforzo umano. Più in particolare con le leggi dell'evoluzione le quali non escludono la possibilità di trasformazione.
else»
(The Rediscovery of the Unique, H. G. Wells, 1891)
L'attribuzione che da Wells alla sua teoria è fondamentale, senza di essa, sembra incompatibile con la posizione che difende in un altro dei suoi primi saggi, successivo a The Rediscovery of the Unique, ovvero The Universe Rigid (1891), dove lo scrittore avanza l'ipotesi di un Diagramma universale da cui tutti i fenomeni sarebbero derivati da un processo di deduzione. La sua idea di universo rigido ipotizza un etere cosmico, uniformemente distribuito nello spazio infinito seguito dallo spostamento di una particella. Wells suggerisce che se esistesse un universo rigido, e fino a ora uniforme, le caratteristiche sequenziali del mondo dipenderebbero interamente dalla velocità di questo spostamento iniziale, diffondendo il movimento verso l'esterno con sempre maggiori complicazioni.
Wells dettaglia un'ipotesi simile nella versione di The Time Machine pubblicata sulla rivista New Review (edita in 5 parti, a seguito del passaggio di Hentley al New Review. Hentley interessato all'opera si rivolge nuovamente a Wells, chiedendogli di revisionare la sua idea sui viaggi nel tempo.) nella quale specifica che un universo visto in questo modo è un apparato inalterabile perfettamente rigido, interamente predestinato, in cui le cose sono sempre le stesse. conclude la sua teoria affermando che lo stato attuale del sistema naturale è evidentemente il risultato di ciò era nell'istante precedente, e se iporizzassimo un'Intelligenza che in un dato momento abbraccia tutte le relazioni e i rapporti tra gli esseri nell'Universo, essa sarà in grado di determinare in qualsiasi istante del passato o del futuro il loro rispettive posizioni, i loro movimenti e in generale le loro caratteristiche.
Il concetto viene ripreso in un'altra opera di Wells, Zoological Regression (settembre 1891) dove introduce lo scritto supponendo che nessuna teoria scientifica è più ampiamente discussa o più generalmente fraintesa tra le persone colte che le opinioni dei biologi riguardo alla storia passata e alle prospettive future nella loro mancanza di esperienza, avvalendosi di frasi tecniche e citando erroneamente le autorevolezze intellettuali del settore con uno spirito invincibilmente ottimista, il pubblico istruito è arrivato a modo suo a una resa dei risultati che trova estremamente soddisfacenti, considerando nel passato il grande scorrere della natura si è sviluppato costantemente per rivelare un'armonia sempre più ricca di forme e gradi dell'essere successivamente sempre più alti, e presuppone che questa "evoluzione dell'essere" continuerà ad aumentare la propria velocità fino alla sua estrinsecazione. Questa credenza, efficace, progressiva e gradita come scene di trasformazione in una pantomima, non riceve nessuna conferma del tutto soddisfacente nel registro geologico e negli studi dell'embriologo filogenetico.
Al contrario, è quasi sempre associato al suggerimento di avanzare, nei fenomeni biologici, un'idea opposta che è il suo complemento essenziale. Il tecnicismo che lo esprime, se ripagato in maniera sufficiente nel mondo della cultura, fa molto per riconciliare il naturalista e la sua platea. Il bagliore senza tonalità dell'evoluzione ottimistica sarebbe poi ammorbidito da un'ombra; la monotona reiterazione di Excelsior! da parte di persone che non "puntano in alto", ma contrariamente interrompono l'armonia creata, rafforzata da una discordia, l'antitesi della degradazione evolutiva.
Wells prosegue affermando che sono stati a lungo conosciuti casi isolati di degenerazione, e l'attenzione popolare è stata attirata su di loro al fine di indicare le lezioni morali ben intenzionate, l'errata analogia tra le specie e gli individui impiegati. Solo di recente, tuttavia, è stata sospettata l'enorme importanza della degenerazione come processo plastico in natura e riconosciuta la sua intera parità con l'evoluzione, così esprimendosi, Wells ha accolto con favore questa complicazione nella presunta teleologia del progresso umano.

### La riscoperta dell'unico
La riscoperta dell'unico... decimerà i punti di vista di ogni uomo ponderato come una pestilenza che assottiglia una città... adeguatamente finanziata, potrebbe essere stabilita come un culto... così Wells introduce il saggio, con una riflessione sull'unicità di ogni individuo e di ogni cosa, Wells asserisce che ogni cosa è unica, ovunque guardando un qualsiasi oggetto per quanto questo sia identico a un altro, avrà sempre e comunque delle differenze, che siano esse visibili a microscopio piuttosto che a occhio nudo.
L'opera è inoltre una critica al sistema scientifico, ovvero all'accettazione di teorie e di metodi ormai radicati e probabilmente superati, possiamo qui notare, parenteticamente, che non viene fatta alcuna proposta per sostituire il pensiero ordinario con un nuovo metodo. Un'armonia con la biologia moderna, semplicemente affermando un semplice fatto al riguardo. La ragione umana, alla luce di ciò che viene avanzato, appare come un comodo processo organico basato su un fondamentale equivoco felice, e può - anche se la presunzione è contro tale visione - portarci via, piuttosto che verso, il verità assoluta delle cose.
L'opera contiene una delle prime immagini meravigliosamente cristalline della scienza di Wells, che era anche un'indicazione della sua precoce, in qualche modo fasulla relazione con l'illuminazione che prometteva:
(The Rediscovery of the Unique, H. G. Wells, 1891)